# خط الاستواء
خط الاستواء هو خط وهمي يلتف حول كوكب الأرض أفقياً في منتصف المسافة بين قطبيه. يقسم خط الاستواء الأرض إلى قسمين هما: نصف الكرة الأرضية الشمالي ونصف الكرة الأرضية الجنوبي. بالتعريف يكون خط الاستواء على دائرة عرض جغرافي «صفر»، وهو بمثابة مرجع لمعرفة أغلب المناخات في العالم.
يبلغ طول خط الاستواء حوالي 40,070 كم تقريباً (أو 24,898 ميل تقريباً).

## الفصول والمناخ الاستوائي

الدول والأقاليم التي يتقاطع معها خط الاستواء (باللون الأحمر) أو خط الزوال الرئيسي (باللون الأزرق)، والتي تتقاطع عند طافية الصفر.

قرب خط الاستواء، لا يوجد فارق كبير بين الفصول الأربعة. درجات الحرارة مرتفعة على مدار العام («صيف» دائم)، باستثناء بعض الفترات خلال الفصل الرطب وفي المناطق المرتفعة. في معظم المناطق الاستوائية، يستطيع الناس تمييز فصلين: رطب وجاف. على أية حال، معظم المناطق القريبة من خط الاستواء تكون رطبة على مدار السنة، وتتنوع الفصول تبعًا لعدة عوامل عديدة تتضمن الارتفاع والقرب من المحيطات. إن معظم سطح الأرض عند خط الاستواء محيطات (ماء). أعلى نقطة على خط الاستواء ترتفع 4690 متر عن سطح البحر عند النقطة صفر شمالاً، وشمالاً 77,59,33 درجة في الإكوادور.

## جيوديسيا خط الاستواء
يساوي عرض خط الاستواء صفراً. وخط الاستواء على الكرة الأرضية هو بمثابة خط تقاس عليه المسافات المتساوية لتبيان درجات خطوط الطول التي تقيس المسافات للشرق والغرب. يبلغ محيط الكرة الأرضية على خط الاستواء حوالي 40,076كم. وتعادل كل درجة لخط الطول على خط الاستواء 111,32 كم. يمكن تحديد موضع خط الاستواء بقياس ارتفاع مستوى النجمة الشمالية فوق الأفق. إن زاوية الارتفاع لأي مكان تعادل خط عرض هذا المكان. وبالتالي فلا يمكن ملاحظة النجمة الشمالية على خط الاستواء إلا بصعوبة فوق الأفق وارتفاعها يساوي صفرًا.

## المناخ الاستوائي

خط الاستواء خلال فصل الشتاء الشمالي، الممتد من ديسمبر إلى مارس.

يتفاوت المناخ على امتداد خط الاستواء حسب الارتفاع وبعده عن البحر. ففي معظم الأراضي الاستوائية المنخفضة، تسقط الأمطار بكثافة وتنتظم درجات الحرارة العادية طوال العام. إلا أن الساحل الشرقي الإفريقي لا تسقط عليه سوى أمطار قليلة ويكون الموسم جافًا هناك ويستمر لفترات طويلة. وهناك منطقة تسمى كيتو في الإكوادور تقع على خط الاستواء تمامًا يبلغ ارتفاعها 2,850م، وبسبب هذا الارتفاع الكبير، فإن المنطقة تتميز بدرجة حرارة منتظمة عادة ما تكون أقل من المناطق المجاورة بحوالي 14°م وبهذا تكون أبرد من مناطق الأراضي المنخفضة المجاورة.

## الضغط الجوي والرياح
يسيطر على الأقاليم الاستوائية الضغط المنخفض، المعروف بالرَّهْو الاستوائي، الناجم عن ارتفاع درجة الحرارة، ونشاط التيارات الهوائية الصاعدة، طوال العام، بسبب ظاهرة الحمل، الناتجة من سخونة الهواء، قرب السطح. كما أن ارتفاع رطوبة الهواء النسبية، يساعد على قِلة كثافته، وانخفاض ضغطه.
ويتميز الإقليم الاستوائي بركود هوائه؛ ما يجعله إقليماً، تسوء فيه الأحوال الصحية؛ لاقتران ركود الهواء بكثرة الرطوبة. ويتأتَّى ذلك الركود من تماثل درجات الحرارة في أرجاء الإقليم؛ ما يجعل الانحدار في درجة الحرارة ضئيلاً، فيضعف انحدار الضغط الجوي، فتكون حركة الهواء بطيئة جداً. ويقلّ انحدار ذلك الضغط، كلما ازداد الاقتراب من خط الاستواء، في هذا الإقليم، ويضمحل ببلوغ ذلك الخط، حيث تتوقف حركة الهواء الأفقية، وتنشط حركته الرأسية؛ تصَّاعد مقادير كبيرة منه، محمَّلة بالرطوبة، إلى الطبقات الجوية العليا. ويساعد تصاعده على تمدد حجمه، الناجم عن قِلة الضغط الجوي؛ فتنخفض درجة حرارته، ويتكاثف، مسبباً سقوط الأمطار الغزيرة. أمّا التباعد عن خط الاستواء، فيزيد الفارق المكاني في الضغط الجوي؛ ما يسمح بهبوط تيارات هوائية معتدلة السرعة، تتجه نحو ذلك الخط، وتعرف بالرياح التجارية، وتتميز بانتظام هبوبها؛ وتجلب معها مقادير كبيرة من بخار الماء، من المحيطات الدافئة، التي تمر عليها قبل وصولها إلى اليابسة.

## الحرارة
تكون درجة الحرارة، في المناخ الاستوائي، مرتفعة، طوال العام، فلا يقلّ متوسطها عن 27 درجة مئوية؛ وليس هناك فارق واضح بين شهور السنة؛ لأن الشمس لا تبتعد كثيراً، في المنطقة الاستوائية، عن الوضع العمودي. وتبلغ الحرارة ذروتها، إبّان الاعتدالَين، حينما تتعامد الشمس وخط الاستواء؛ بينما تنخفض إلى نهايتها الصغرى، خلال الانقلاب الصيفي والانقلاب الشتوي، حينما تتعامد ومدار السرطان (23.5 درجة شمالاً) ومدار الجدي (23.5 درجة جنوباً)، على التوالي. ولا يزيد المدى الحراري بين أحرّ شهور السنة وأبردها على 1ـ3 درجات مئوية. كما أنه لا يوجد إبّانها تفاوت كبير في طول النهار، لأن الشمس تكون عمودية، أو شبه عمودية، طوال السنة، على هذا الإقليم.
وتتسم درجتا الحرارة، العظمى والصغرى، في الأقاليم الاستوائية، بقلة التغاير؛ إذ نادراً ما تزيد أولاهما على 38 درجة مئوية، وقلَّما الثانية عن 16 درجة مئوية، أيّ أن الفارق بين نهايتَيهما قلَّما يزيد على 22 درجة مئوية. ويُعَد الفارق اليومي بين درجات الحرارة، في النهار والليل، كبيراً، إذا ما قُوْرن بالفارق الفصلي؛ إذ يناهز عشر درجات مئوية، حيث تراوح الحرارة في الليل بين 20 و24 درجة مئوية، وفي النهار بين 30 و34 درجة مئوية (انظر جدول المتوسط الشهري لدرجات الحرارة، في عَيِّنات من المناخ الاستوائي).
وعلى الرغم من أن درجة الحرارة، في المناخ الاستوائي، لا تنخفض، أثناء الليل، عن عشرين درجة مئوية، فإنها تُعَد منخفضة، بالنسبة إلى شعوب الأقاليم في ذلك المناخ، والتي لم تتعود استعمال اللباس، أو وسائل التدفئة الأخرى؛ ولذلك، كثيراً ما يقال إن الليل، هو شتاء الأقاليم الاستوائية.

## الأمطار
الأمطار الرئيسية في المناطق، التي يسودها مناخ استوائي، هي الأمطار الانقلابية، الناتجة من عملية الحمل، التي تسهم في تسخين الهواء القريب من السطح، وصعوده إلى أعلى، حيث تنخفض درجة حرارته إلى حدِّ التكاثف ثم التساقط (انظر شكل حرارة الهواء الصاعد). ففي الصباح الباكر، يكون الجو ضبابياً، ولا يلبث الضباب أن يختفي، بعد طلوع الشمس؛ وتتزايد سخونة الهواء القريب من السطح؛ ما يجعله يتمدد، وتقلّ كثافته، فيصّاعد ويُفقِده صعوده الطاقة، بمعدل درجة مئوية واحدة، في كلّ مائة متر؛ وذلك ناتج من التمدد، بسبب قِلة الضغط. وباطِّراد ارتفاعه، وازدياد برودته، ترتفع رطوبته النسبية إلى درجة التشبع، فيتكثف، مكوِّناً التكاثف وتكوين السحب الركامية، ثم الأمطار الرعدية. وتسقط الأمطار في المناخات الاستوائية، يومياً، سقوطاً منتظماً، يتكرر في الموعد نفسه، كلّ يوم؛ حتى إن السكان المحليين يؤقتون به مواعيدهم، فيقولون، مثلاً: «نلتقي، بعد المطر».
بيد أن مواقيت المطر اليومي، تختلف باختلاف الأماكن ذات المناخ الاستوائي، وتفاوت ظروفها المحلية؛ إلاّ أنها تكون، عادة، ما بين الظهر ومنتصف الليل، بخاصة بين الساعة الثالثة والرابعة مساءً، أي بعيد أن تبلغ السخونة ذروتها، وتراوح كمية الأمطار السنوية، الساقطة في المناخ الاستوائي، بين 50 و80 بوصة (125ـ200سم)؛ إلاّ أنها قد تصل إلى 200 بوصة (500سم) في بعض الأقاليم (انظر جدول متوسط الأمطار الشهري، في عَيِّنات من المناخ الاستوائي). وتبلغ الأمطار أعلى مستوى لها في الفترة، التي تكون فيها الشمس وخط الاستواء متعامدَين، فيما يعرف بالاعتدالَين، في شهرَي أبريل ونوفمبر؛ ويكون معدِّلها في الاعتدال الربيعي (أبريل) أعلى منه في الاعتدال الخريفي (نوفمبر).

## نماذج إقليمية من المناخ الاستوائي

### إقليم حوض الأمازون
يقع حوض الأمازون في قارة أمريكا الجنوبية (انظر شكل نهر الأمازون)، حيث يشمل معظم الأراضي البرازيلية وأجزاء من بوليفيا، وبيرو، والإكوادور، وكولمبيا، وفنزويلا، وغينيا. وهو سهل مفتوح من جهة الشرق، حيث يسهل على الرياح التجارية الرطبة، القادمة من المحيط الأطلسي، التوغل في الإقليم؛ ما يجعل الأمطار تسقط بانتظام في جميع أرجائه. ويُقدّر متوسط كمية الأمطار السنوية بنحو 87 بوصة (218 سنتيمتراً)، في مدينة بارا Para؛ ونحو 66 بوصة (165 سنتيمتراً)، في مدينة مناوس Manaus. ومع الاتجاه غرباً، في داخل الحوض، نحو جبال الأنديز، يزداد المعدل السنوي لسقوط الأمطار، بسبب اضطرار الرياح المحملة بالرطوبة إلى الصمود؛ فيتجاوز، في مدينة إكيتوس Iquitos، في بيرو، 100 بوصة (250 سنتيمتراً).
ونظراً إلى وقوع الجزء الأكبر من حوض الأمازون إلى الجنوب من خط الاستواء، فإن الروافد الرئيسية، التي تغذي نهر الأمازون، تتلقى القدر الأكبر من الأمطار، في شهرَي مارس وأبريل؛ ما يسفر عن ارتفاع مياهه نحو 40 قدماً، وتكوين مساحة هائلة من المستنقعات. أمّا في الموسم الأقل أمطاراً، والمتمثل في شهرَي أغسطس وسبتمبر، فإن مياه النهر، تهبط إلى أقلّ مستوى لها خلال العام.

### إقليم حوض الكونغو
يقع حوض الكونغو في وسط القارة الإفريقية (انظر شكل نهر الكونغو). ويسود المناخ الاستوائي معظم أجزائه؛ وذلك في الحدود الشمالية لجمهورية الكونغو (زائير سابقاً) حتى الدرجة الخامسة من درجات العرض، جنوب خط الاستواء. ويناهز المتوسط السنوي لدرجة الحرارة 26 درجة مئوية. ويبلغ متوسط المدى الحراري السنوي درجتَين مئويتَين فقط. وأمّا المدى اليومي لدرجة الحرارة، فيقدَّر بنحو 12 درجة مئوية.
والأمطار في حوض نهر الكونغو حملانية صرفة، يقارب متوسطها السنوي 150 سنتيمتراً، في أطراف الحوض، و200 سنتيمتر في وسطه. ويهطل معظمها في فترتَين: من سبتمبر إلى نوفمبر، ومن مارس إلى يونية؛ إلاّ أن الفترة أولاهما هي الأكثر أمطاراً.

### إقليم ساحل غانا
يقع إقليم ساحل غانا في غربي القارة الإفريقية (انظر شكل ساحل غانا)، إلى الشمال من خط الاستواء، بين درجتَي العرض 5 و10. وهو ذو مناخ استوائي، على ما يتسم به من سمات المناخ الموسمي. ويتلقى كميات كبيرة من الأمطار، يناهز معدلها السنوي 425 سنتيمتراً، وتكون نهايتها العظمى الوحيدة في شهرَي يوليه وأغسطس، حينما يتعرض الإقليم لهبوب الرياح الجنوبية الغربية، المحملة بالرطوبة، من المحيط الأطلسي. ويتواصل هطْل الأمطار على إقليم ساحل خليج غينيا، طوال العام؛ بسبب التيارات الصاعدة من ناحية، وهبوب الرياح الجنوبية الغربية من ناحية أخرى. إلاّ أن أغلب الأمطار، هي من النوع الحملاني، تتسم بالغزارة، ولاسيما في المناطق المرتفعة، المواجهة للرياح الجنوبية الغربية، حيث يصل معدلها السنوي إلى 1200 سنتيمتر.
وتتميز درجة الحرارة، في هذا الإقليم، بانخفاض مداها السنوي، الذي يراوح بين درجتَين و3 درجات مئوية؛ فيبلغ متوسط درجة الحرارة العظمى، في مدينة أكرا، 31 درجة مئوية، في شهر مارس، أشد شهور السنة حرارة، و26.5 درجة مئوية، في شهر أغسطس، أشدها برودة. أمّا متوسط درجة الحرارة الصغرى، في المدينة نفسها، فيبلغ 24.4 درجة مئوية، في شهر مارس، و21.5 درجة مئوية، في شهر أغسطس. وأعلى درجة حرارة، سجلت في مدينة أكرا، كانت 28 درجة مئوية.

### إقليم الجزر الإندونيسية
يسود الجزر الإندونيسية، والجزء الجنوبي من جزيرة الملايو (انظر شكل الجزر الإندونيسية)، مناخ استوائي موسمي؛ لوقوع هذا الإقليم في المنطقة الاستوائية، بين الإقليمَين الموسميَّين، في قارتَي آسيا وأستراليا. وهو يتلقى أمطاراً وافدة، تزيد كميتها السنوية على 250 سنتيمتراً، بل تفوق 375 سنتيمتراً في المناطق الجبلية المرتفعة، في العديد من الجزر، مثل: سومطرا، وجاوا، وبورنيو، وغينيا الجديدة. ويتخذ النظام المطري في هذا الإقليم أنماطاً ثلاثة، هي:
- نظام ذو نهايتَين عظميَيْن، إحداهما أكبر من الأخرى. ويسود الجهات الجنوبية والشرقية من هذا الإقليم.
- نظام ذو نهاية عظمى واحدة. ويسود الفصل الجاف الفترة الممتدة من يوليه إلى سبتمبر، ويعرف بالنظام الأسترالي.
- نظام ذو نهاية عظمى واحدة. ويسود الفصل الجاف الفترة الممتدة من يناير إلى مارس، ويعرف بالنظام الآسيوي.

وعلى الرغم من التباين الواضح في كمية الأمطار السنوية وتوزُّعها الفصلي، إلاّ أن التباين في درجات الحرارة، في هذا الإقليم، يكاد يكون معدوماً؛ فالمدى السنوي، لا يتجاوز 3 درجات مئوية، بينما يصل المدى اليومي إلى 7 درجات مئوية. وتبلغ درجة الحرارة السنوية، في المتوسط، 25 درجة مئوية، ودرجة الحرارة العظمى المطلقة 36 درجة مئوية، والصغرى المطلقة 18 درجة مئوية.

## خط الاستواء السماوي
هو بروز خط الاستواء على الأرض في النصف السماوي أي الأفق الوهمي الذي تقع عليه الأرض والأجسام السماوية الأخرى. ويساعد خط الاستواء السماوي على تحديد مواقع النجوم والكواكب. انظر: الفلك، علم.

## خط الاستواء المغناطيسي
هو الخط الذي تكون عليه النقاط كافة متباعدة بدرجة متساوية عن الأقطاب المغنطيسية الجنوبية والشمالية، انظر: خط الاستواء المغناطيسي.

## الدول التي يمر عليها خط الاستواء
يمر خط الاستواء عبر أراضي 11 دولة ذات سيادة. وتعد إندونيسيا الدولة التي تقع على أطول مسافة لخط الاستواء على اليابسة والبحر. ويبدأ خط الاستواء من خط الطول الرئيسي ويتجه شرقًا، ويمر عبر ما يلي:
| الإحداثيات                         | الدولة، الإقليم، البحر      | ملاحظات |
| ---------------------------------- | --------------------------- | --- |
| 0°N 0°E / 0°N 0°E                  | المحيط الأطلسي              | خليج غينيا |
| 0°0′N 6°31′E / 0.000°N 6.517°E     | ساو تومي وبرينسيب           | يمر عبر جزيرة رولاس |
| 0°0′N 9°21′E / 0.000°N 9.350°E     | الغابون                     | يمر 8.9 كـم (5.5 ميل) جنوب أييم و10.6 كـم (6.6 ميل) شمال مايينه في بووي                                                                     |
| 0°0′N 13°56′E / 0.000°N 13.933°E   | جمهورية الكونغو             | مرورًا عبر قرية ماكوا ‏. |
| 0°0′N 17°46′E / 0.000°N 17.767°E   | جمهورية الكونغو الديمقراطية | يمر 9 كـم (5.6 ميل) جنوب مركز بوتمبو ‏ |
| 0°0′N 29°43′E / 0.000°N 29.717°E   | أوغندا                      | يمر 32 كـم (20 ميل) جنوب مركز كامبالا. |
| 0°0′N 32°22′E / 0.000°N 32.367°E   | بحيرة فيكتوريا              | مرورا عبر بعض جزر أوغندا |
| 0°0′N 34°0′E / 0.000°N 34.000°E    | كينيا                       | يمر 6 كـم (3.7 ميل) شمال مركز كيزيمو |
| 0°0′N 41°0′E / 0.000°N 41.000°E    | الصومال                     | كيسمايو |
| 0°0′N 42°53′E / 0.000°N 42.883°E   | المحيط الهندي               | يمر بين فادهو وفوملك التابعة ل جزر المالديف                                                                                                 |
| 0°0′N 98°12′E / 0.000°N 98.200°E   | إندونيسيا                   | جزر باتو وسومطرة وجزر لينقا |
| 0°0′N 104°34′E / 0.000°N 104.567°E | مضيق كاريماتا               | |
| 0°0′N 109°9′E / 0.000°N 109.150°E  | إندونيسيا                   | بورنيو |
| 0°0′N 117°30′E / 0.000°N 117.500°E | مضيق ماكاسار                | |
| 0°0′N 119°40′E / 0.000°N 119.667°E | إندونيسيا                   | سولاوسي |
| 0°0′N 120°5′E / 0.000°N 120.083°E  | خليج توميني ‏                | |
| 0°0′N 124°0′E / 0.000°N 124.000°E  | بحر مالوكا                  | |
| 0°0′N 127°24′E / 0.000°N 127.400°E | إندونيسيا                   | جزر كايوا وهالماهيرا في مالوكو الشمالية |
| 0°0′N 127°53′E / 0.000°N 127.883°E | بحر هلماهرا                 | |
| 0°0′N 129°20′E / 0.000°N 129.333°E | إندونيسيا                   | جزيرة جيبي وجزر كاوي |
| 0°0′N 129°21′E / 0.000°N 129.350°E | المحيط الهادئ               | يمر بين جزر أرانوكا ونونوتي، كيريباتي (في 0°0′N 173°40′E / 0.000°N 173.667°E)                                                               |
| 0°0′N 80°6′W / 0.000°N 80.100°W    | الإكوادور                   | يمر 24 كـم (15 ميل) شمال مركز كيتو، بالقرب من سيوداد ميتاد دل موندو وايضا عبر جزيرة إيزابيلا في أرخبيل غالاباغوس                            |
| 0°0′N 75°32′W / 0.000°N 75.533°W   | كولومبيا                    | يمر 4.3 كـم (2.7 ميل) شمالي الحدود مع بيرو                                                                                                  |
| 0°0′N 70°3′W / 0.000°N 70.050°W    | البرازيل                    | الأمازون، رورايما، بارا، أمابا (يمر جنوبًا قليلاً من وسط مدينة عاصمة الولاية ماكابا، وبالتحديد عند نصب ماركو زيرو التذكاري والشارع الاستوائي) |
| 0°0′N 49°21′W / 0.000°N 49.350°W   | المحيط الأطلسي              | في Perigoso Canal على مصب نهر الأمازون |